# Stazione di Fossacesia-Torino di Sangro
La stazione di Fossacesia-Torino di Sangro è una stazione ferroviaria, posta sulle linee Adriatica e Sangritana, a servizio dei comuni di Fossacesia e Torino di Sangro.

## Storia
La stazione di Fossacesia-Torino di Sangro venne attivata il 27 novembre 2005, sul tratto in variante a doppio binario della ferrovia Adriatica. Il nuovo impianto sostituì le due vecchie stazioni di Fossacesia e di Torino di Sangro-Paglieta, poste sul vecchio tracciato costiero a binario unico.
L'edificio della stazione storica di Fossacesia si trova tuttora presso la frazione Marina, all'imbocco di via Lungomare dalla strada statale 16 Adriatica.

## Strutture e impianti
La stazione di Fossacesia-Torino di Sangro è di dimensioni ridotte, dotata di un edificio prefabbricato principale per il coordinamento dei treni, di banchine con pensiline estese, di un ampio parcheggio esterno e di un grande fascio binari merci di innesto della linea Sangritana (attualmente solo traffico merci).

## Movimento
La stazione di Fossacesia-Torino di Sangro, situata in zona Fossacesia Marina all'uscita della strada provinciale Pedemontana, si trova sul nuovo tracciato in variante realizzato nell'entroterra parallelamente a quello storico a ridosso della costa fossacesiana.
In direzione nord il percorso si snoda attraverso la galleria San Giovanni lunga 9.311 m, raggiungendo la nuova stazione di San Vito-Lanciano, dove è possibile prendere il treno della Sangritana per Lanciano o proseguire in direzione Pescara ed eventualmente Teramo.
In direzione sud, la stazione di Fossacesia-Torino di Sangro sostituisce anche la vecchia stazione di Torino di Sangro-Paglieta, sita in località Borgata Marina e soppressa anch'essa a seguito del raddoppio in variante. Il percorso si snoda attraverso la galleria Diavolo lunga 5.269 m, uscendo in località Palude ed attraversando tutta la campagna torinese in contrada Le Morge. Dalla foce dell'Osento entra poi nel territorio comunale di Casalbordino, in località Termini, per proseguire verso Vasto e Termoli.
Verso ovest si dirama il collegamento, adibito unicamente al trasporto merci, con lo stabilimento della Sevel nel nucleo industriale della Val di Sangro, attraverso la stazione di Saletti, che prosegue fino a Piane d'Archi e termina nella locale stazione.

## Servizi
- Biglietteria self-service
- Parcheggio per auto